# Zooropa (nummer)
Zooropa is een song op het gelijknamige album van de Ierse band U2. Het nummer is nooit als commerciële single uitgegeven, er is echter wel een promoversie uitgegeven, met daarop een kortere versie van het nummer.